# Задварје
Задварје је насељено место и седиште општине у Сплитско-далматинској жупанији, Република Хрватска.

## Историја
До територијалне реорганизације у Хрватској налазило се у саставу старе општине Омиш.

## Становништво
На попису становништва 2011. године, општина, одн. насељено место Задварје је имало 289 становника.

### Општина Задварје
| Број становника по пописима | Број становника по пописима | Број становника по пописима | Број становника по пописима | Број становника по пописима | Број становника по пописима | Број становника по пописима | Број становника по пописима | Број становника по пописима | Број становника по пописима | Број становника по пописима | Број становника по пописима | Број становника по пописима | Број становника по пописима | Број становника по пописима | Број становника по пописима |
| --------------------------- | --------------------------- | --------------------------- | --------------------------- | --------------------------- | --------------------------- | --------------------------- | --------------------------- | --------------------------- | --------------------------- | --------------------------- | --------------------------- | --------------------------- | --------------------------- | --------------------------- | --------------------------- |
| 1857                        | 1869                        | 1880                        | 1890                        | 1900                        | 1910                        | 1921                        | 1931                        | 1948                        | 1953                        | 1961                        | 1971                        | 1981                        | 1991                        | 2001                        | 2011                        |
| 371                         | 0                           | 455                         | 233                         | 543                         | 695                         | 803                         | 920                         | 744                         | 719                         | 597                         | 431                         | 317                         | 292                         | 277                         | 289                         |

Напомена: Настала из старе општине Омиш. Од 1857. до 1971. део података је садржан у општини Шестановац.

### Задварје (насељено место)
| Број становника по пописима | Број становника по пописима | Број становника по пописима | Број становника по пописима | Број становника по пописима | Број становника по пописима | Број становника по пописима | Број становника по пописима | Број становника по пописима | Број становника по пописима | Број становника по пописима | Број становника по пописима | Број становника по пописима | Број становника по пописима | Број становника по пописима | Број становника по пописима |
| --------------------------- | --------------------------- | --------------------------- | --------------------------- | --------------------------- | --------------------------- | --------------------------- | --------------------------- | --------------------------- | --------------------------- | --------------------------- | --------------------------- | --------------------------- | --------------------------- | --------------------------- | --------------------------- |
| 1857                        | 1869                        | 1880                        | 1890                        | 1900                        | 1910                        | 1921                        | 1931                        | 1948                        | 1953                        | 1961                        | 1971                        | 1981                        | 1991                        | 2001                        | 2011                        |
| 371                         | 0                           | 455                         | 233                         | 543                         | 695                         | 803                         | 920                         | 744                         | 719                         | 597                         | 431                         | 317                         | 292                         | 277                         | 289                         |

Напомена: У 1991. повећано за део подручја насеља Катуни (општина Шестановац), у ком је и садржан део података од 1857. до 1971. У 1869. подаци су садржани у насељу Жежевица (општина Шестановац), као и део података у 1890.

### Попис1991.
На попису становништва 1991. године, насељено место Задварје је имало 292 становника, следећег националног састава:
| Попис 1991.‍  | Попис 1991.‍  | Попис 1991.‍ | Попис 1991.‍ | Попис 1991.‍ |
| ------------ | ------------ | ----------- | ----------- | ----------- |
|              |              |             |             |             |
| Хрвати       | Хрвати       |             | 284         | 97,26%      |
| Муслимани    | Муслимани    |             | 3           | 1,02%       |
| Црногорци    | Црногорци    |             | 1           | 0,34%       |
| неопредељени | неопредељени |             | 1           | 0,34%       |
| непознато    | непознато    |             | 3           | 1,02%       |
| укупно: 292  |              |             |             |             |